# Benigne Faszikulation
Der Begriff benigne Faszikulation (Abk. BNF; engl. benign fasciculation syndrome, BFS) bezeichnet das Auftreten von unwillkürlichen, in manchen Fällen auch durch die Haut hindurch sichtbaren Muskelzuckungen (Faszikulation). Der benignen Faszikulation kommt per se kein Krankheitswert zu.

Benigne Faszikulationen des linken Augenlids, die nach einigen Tagen wieder verschwinden

Faszikulationen kommen häufig bei Gesunden vor, können aber auch infolge von Erkrankungen der Motoneuronen  auftreten. Damit stellen sie eine wichtige Differentialdiagnose beispielsweise zur amyotrophen Lateralsklerose dar. Typischerweise gehen Benigne Faszikulationen weder mit Atrophie noch mit Schwäche der Muskulatur noch mit abnormen Erregungsabläufen in den Motoneuronen einher und treten meist nach körperlicher Belastung auf. Es gibt Hinweise darauf, dass spontane benigne Faszikulationen bei einem großen Teil der „gesunden“ Bevölkerung insbesondere an der Muskulatur von Händen und Füßen auftreten können. Es handelt sich damit um eine Ausschlussdiagnose ohne Krankheitswert.